# Abdurrahman Abdi Pașa
Abdurrahman Abdi Pașa Albanezul (în turcă Arnavut Abdurrahman Abdi Pașa; n. 1616, Peqin, Regiunea Elbasan, Albania – d. 2 septembrie 1686, Buda, Monarhia Habsburgică) a fost un conducător politic și militar otoman de origine albaneză, care a fost ultimul guvernator al pașalâcului Buda.

## Biografie

### Primii ani
Abdurrahman Abdi Arnavud Pașa s-a alăturat armatei otomane și a devenit agă (comandant) al corpului ienicerilor în 1667. În 1673 el a devenit guvernator al Bagdadului. A fost numit apoi guvernator al Egiptului în 1676 și al Bosniei în 1680.

### Conducerea militară
El a preluat conducerea militară a Budei în 1682 și a devenit în 1684 guvernator al Ungariei ocupate de turci. În 1684 a fost înființată Liga Sfântă cu obiectivul de a pune capăt amenințării otomane în Europa prin alungarea turcilor din Ungaria, unde se aflau de 145 de ani. La inițiativa și cu sprijinul financiar al Papei Inocențiu al XI-lea, împăratul Sfântului Imperiu Roman, regele Poloniei și Republica Venețiană au trimis 80.000 de militari pentru a lupta pentru eliberarea Budei și a Ungariei. Armata Ligii Sfânte era formată din trupe saxone, bavareze, brandenburgheze și suedeze, plus un număr mai mic de militari proveniți din Italia, Anglia, Franța și Spania, și 15.000 de militari maghiari. Armatele erau conduse de prințul Carol de Lorena, de electorul bavarez Maximilian al II-lea Emanuel, de margraful de Baden Ludwig Wilhelm și de prințul Eugeniu de Savoia, care erau conducători militari valoroși ai acelei epoci.
În iunie 1686, armata creștină a început să asedieze Buda. Orașul era bine aprovizionat cu alimente, apă și praf de pușcă, dar avea o garnizoană formată din numai 8.000 de soldați. Otomanii promiseseră apărătorilor Budei că vor trimite încă 50.000 de soldați ca întăriri, dar aceștia încă nu ajunseseră.

### Moartea

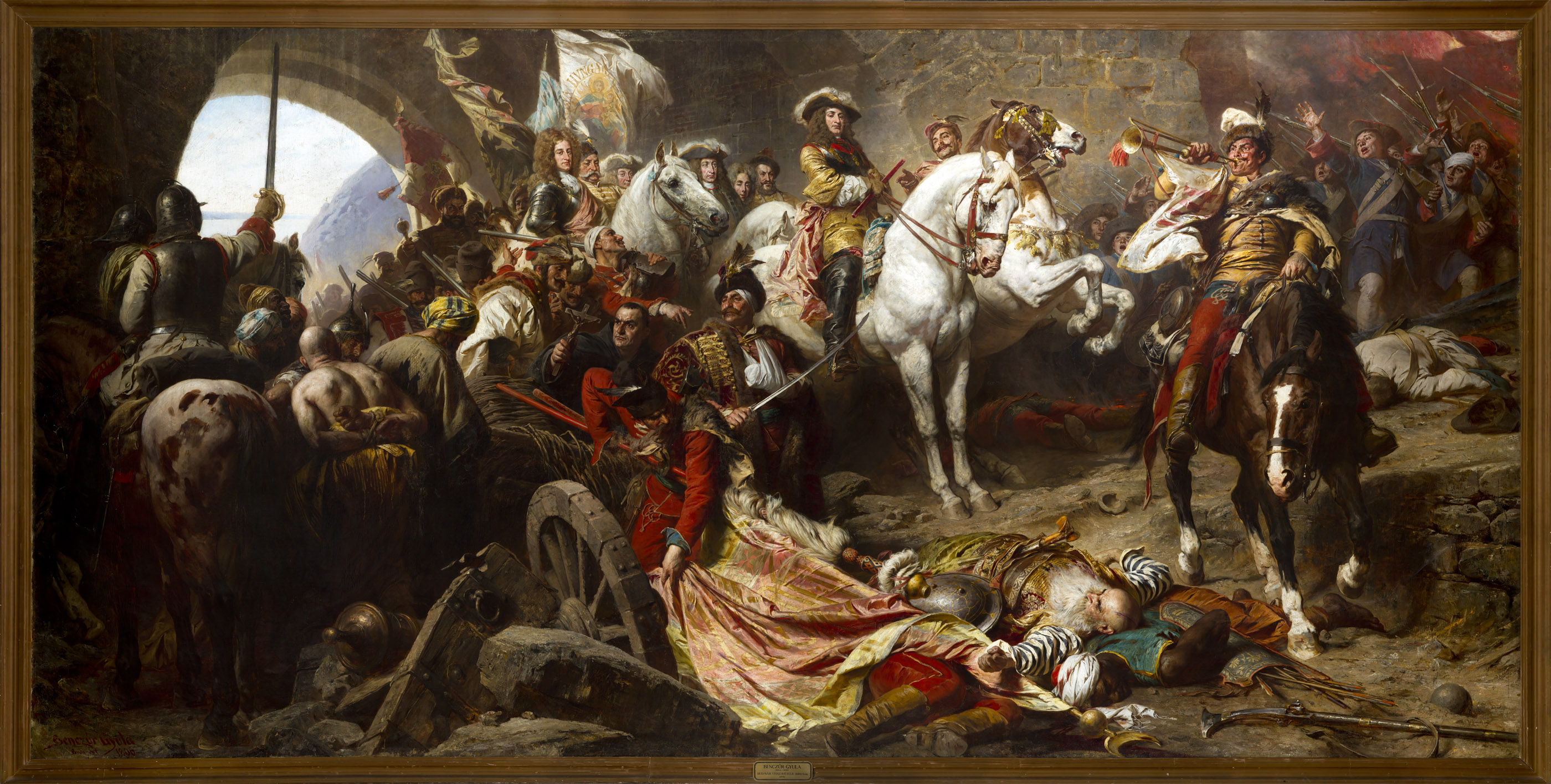
Moartea lui Abdurrahman Abdi Pașa în Bătălia de la Buda (1686).

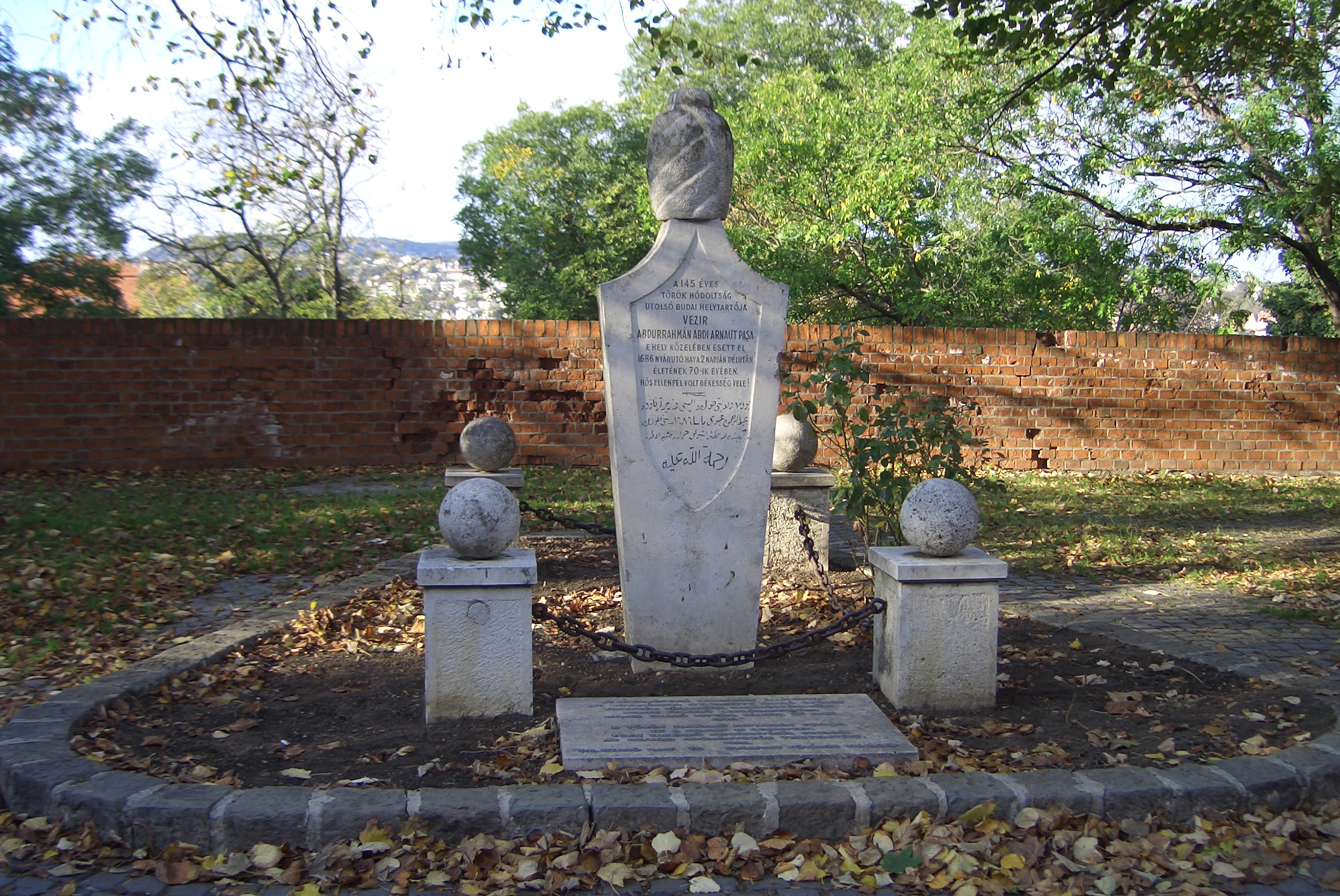
Memorialul lui Abdurrahman Pașa din Castelul Buda

Forțele de întărire ale Marelui Vizir Suleiman nu au ajuns niciodată în sprijinul trupelor otomane ce apărau Buda. După mai mult de două luni de bombardament și după o serie de atacuri eșuate, orașul a fost în mare parte distrus în primele zile ale lunii septembrie. 3.000 de militari otomani au supraviețuit, dar Abdurrahman pașa a fost ucis în primele rânduri atunci când pe 2 septembrie, trupele împăratului habsburgic au spart zidul nordic al cetății, încheind perioada de 145 de ani de ocupație turcă a Budei.
Un memorial dedicat fostului comandant, ultimul pașă al Budei, se află pe bastionul Anjou al castelului Buda, la jumătatea distanței între Muzeul de Istorie Militară și Bécsi kapu (Poarta Vienei). Monumentul a fost ridicat în anul 1932 de către descendenții lui György Szabó, care a fost un soldat maghiar al armatei eliberatoare și a căzut, de asemenea, în acest loc pe 2 septembrie. Inscripția, în limbile maghiară și turcă, spune: „Ultimul guvernator din cei 145 de ani de ocupație turcească a Budei, Abdurrahman Abdi Pașa Albanezul a căzut în acest loc pe 2 septembrie 1686, când avea vârsta de 70 de ani. El a fost un erou inamic, odihnească-se în pace.”